# Cubocephalus sternolophus
Cubocephalus sternolophus là một loài tò vò trong họ Ichneumonidae.